# 1918 코파 델 레이 결승전
1918 코파 델 레이 결승전(스페인어: La Final de la Copa del Rey de 1918)은 스페인 컵대회인 코파 델 레이의 16번째 결승전이다. 이 경기는 1918년 5월 12일, 마드리드의 오도넬에서 열렸다. 레알 우니온이 마드리드 축구단을 2–0으로 꺾고 사상 2번째 우승을 쟁취했다.

## 상세 경기 정보
| 레알 우니온       | 2–0 | 마드리드 축구단 |
| ----------------- | --- | --------------- |
| 레가레타 45′, 85′ |     |                 |

| 레알 우니온 | 마드리드 · 축구단 |

| 레알 우니온: |    |                       |
|              |    |                       |
| GK           | 1  | 도밍고 무구루사       |
| DF           | 2  | 마누엘 카라스코       |
| DF           | 3  | 호세 무히카           |
| MF           | 4  | 로만 에메리           |
| MF           | 5  | 르네 프티             |
| MF           | 6  | 라몬 엘기아사발       |
| FW           | 7  | 호세 앙고소           |
| FW           | 8  | 후안 레가레타 (주장)  |
| FW           | 9  | 파트리시오 아라볼라사 |
| FW           | 10 | 아구스틴 아만테기     |
| FW           | 11 | 엘리아스 아코스타     |

| 마드리드 축구단: |    |                            |
|                  |    |                            |
| GK               | 1  | 에두아르도 테우스          |
| DF               | 2  | 코르데로                   |
| DF               | 3  | 에울로히오 아랑구렌        |
| MF               | 4  | 리카르도 알바레스          |
| MF               | 5  | 알베르토 마침바레나 (주장) |
| MF               | 6  | 펠리시아노 레이            |
| FW               | 7  | 안토니오 데 미겔           |
| FW               | 8  | 산티아고 베르나베우        |
| FW               | 9  | 마누엘 포사다              |
| FW               | 10 | 호아킨 카룬초              |
| FW               | 11 | 호세 마리아 산시네네아     |
| 감독:            |    |                            |
| 아서 존슨        |    |                            |

| 코파 델 레이 1918 우승 |
| ---------------------- |
| 레알 우니온 2번째 우승 |